# امتریکیتابین
امتریکیتابین (با نام رایج FTC، نام سیستماتیک ۲ '، ۳'-دیدوکسی-۵-فلوئور-۳'-تیازیدیدین)، با نام تجاری امتریوا (قبلاً کوویراسیل)، یک مهارکننده‌های ترانس کریپتاز معکوس نوکلئوزیدی (NRTI) برای پیشگیری و درمان عفونت HIV در بزرگسالان و کودکان است..
امتریکیتابین همچنین در ترکیب دوز ثابت با تنوفوویر (تنوفوویر) با نام تجاری تنوفوویر و با tenofovir alafenamide (وملیدی) با نام تجاری دسکووی به بازار عرضه می‌شود.
یک ترکیب سه‌گانه با دوز ثابت از امتریکیتابین، تنوفوویر و افاویرنز که توسط بریستول-مایرز اسکوئیب با نام Sustiva به بازار عرضه می‌شود در ۱۲ ژوئیه ۲۰۰۶، توسط سازمان غذا و دارو (FDA)، با نام تجاری Atripla تأیید شد.
در ترکیبات با دوز ثابت با تنوفوویر یا افاویرنز و تنوفویر در فهرست داروهای ضروری سازمان جهانی بهداشت قرار گرفته‌است. در سال ۲۰۱۷، با بیش از دو میلیون نسخه، ۲۲۴مین داروی رایج تجویز شده در ایالات متحده بود.

## مصارف پزشکی

### عفونت HIV
امتریکیتابین همراه با سایر عوامل ضد ویروسی برای پیشگیری و درمان عفونت HIV-1 نشان داده شده‌است.